# Artas (Dakota Południowa)
Artas – miasto w Stanach Zjednoczonych, w stanie Dakota Południowa, w hrabstwie Campbell.